# Jakob Hlasek
Jakob Hlasek, auch Jakub Hlasek (* 12. November 1964 in Prag, damals Tschechoslowakei), ist ein ehemaliger Schweizer Tennisspieler.

## Karriere
Hlasek gewann in seiner Laufbahn fünf Einzel- und 20 Doppelturniere. Im Jahr 1989 erreichte er seine besten Notierungen in der ATP-Weltrangliste mit Position 7 im Einzel und Platz 4 im Doppel.
Hlasek gewann 1992 bei den French Open zusammen mit seinem Landsmann Marc Rosset die Doppelkonkurrenz, erreichte mit der Schweizer Mannschaft den Final im Davis Cup, in dem sie den USA unterlag, und gewann zusammen mit Manuela Maleewa den Hopman Cup. Bei den Olympischen Spielen 1992 schied er mit Doppelpartner Rosset im Viertelfinal aus. 1996 gewann er mit der Schweizer Mannschaft den World Team Cup in Düsseldorf.

## Privates
Jakob Hlasek kam nach dem Prager Frühling als Vierjähriger mit seinen Eltern in die Schweiz. Er war in erster Ehe mit Mara verheiratet. Ein halbes Jahr nach der Scheidung 1999 heiratete er Nathalie, mit der er drei Kinder hat. Seit Dezember 2009 lebt das Paar getrennt. Hlasek wohnt in Blonay im Kanton Waadt.

## Erfolge
| Legende (Anzahl der Titel)        |
| Grand Slam (1)                    |
| Olympische Spiele                 |
| Tennis Masters Cup (1)            |
| ATP Masters Series (3)            |
| ATP International Series Gold (2) |
| ATP International Series (18)     |
| ATP Challenger Tour (3)           |

| Titel nach Belag |
| Hartplatz (9)    |
| Sand (3)         |
| Rasen (1)        |
| Teppich (12)     |

### Einzel

#### Turniersiege

##### ATP Tour
| Nr. | Datum              | Turnier      | Belag         | Finalgegner          | Ergebnis                |
| --- | ------------------ | ------------ | ------------- | -------------------- | ----------------------- |
| 1.  | 7. November 1988   | Wembley (1)  | Teppich (i)   | Jonas Svensson       | 6:7, 3:6, 6:4, 6:0, 7:5 |
| 2.  | 14. November 1988  | Johannesburg | Hartplatz (i) | Christo van Rensburg | 6:7, 6:4, 6:1, 7:6      |
| 3.  | 6. Februar 1989    | Rotterdam    | Teppich (i)   | Anders Järryd        | 6:1, 7:5                |
| 4.  | 5. November 1990   | Wembley (2)  | Teppich (i)   | Michael Chang        | 7:6, 6:3                |
| 5.  | 23. September 1991 | Basel        | Hartplatz (i) | John McEnroe         | 7:64, 6:0, 6:3          |

##### Challenger Tour
| Nr. | Datum            | Turnier  | Belag     | Finalgegner    | Ergebnis |
| --- | ---------------- | -------- | --------- | -------------- | -------- |
| 1.  | 5. November 1984 | Helsinki | Hartplatz | Johan Carlsson | 6:4, 6:3 |

#### Finalteilnahmen
| Nr. | Datum              | Turnier    | Belag         | Finalgegner         | Ergebnis           |
| --- | ------------------ | ---------- | ------------- | ------------------- | ------------------ |
| 1.  | 18. März 1985      | Rotterdam  | Teppich (i)   | Miloslav Mečíř      | 1:6, 2:6           |
| 2.  | 28. Juli 1986      | Hilversum  | Sand          | Thomas Muster       | 1:6, 3:6, 3:6      |
| 3.  | 4. Juli 1988       | Gstaad (1) | Sand          | Darren Cahill       | 3:6, 4:6, 6:7      |
| 4.  | 23. Oktober 1988   | Basel      | Hartplatz (i) | Stefan Edberg       | 5:7, 3:6, 6:3, 2:6 |
| 5.  | 21. November 1988  | Brüssel    | Teppich (i)   | Henri Leconte       | 6:7, 6:7, 4:6      |
| 6.  | 20. Februar 1989   | Lyon       | Teppich (i)   | John McEnroe        | 3:6, 6:7           |
| 7.  | 4. November 1991   | Moskau     | Teppich (i)   | Andrei Tscherkassow | 6:72, 6:3, 6:75    |
| 8.  | 10. Juli 1995      | Gstaad (2) | Sand          | Jewgeni Kafelnikow  | 3:6, 4:6, 6:3, 3:6 |
| 9.  | 11. September 1995 | Bordeaux   | Hartplatz     | Yahiya Doumbia      | 4:6, 4:6           |

### Doppel

#### Turniersiege

##### ATP Tour
| Nr. | Datum              | Turnier               | Belag         | Doppelpartner      | Finalgegner                          | Ergebnis           |
| --- | ------------------ | --------------------- | ------------- | ------------------ | ------------------------------------ | ------------------ |
| 1.  | 7. Oktober 1985    | Toulouse              | Hartplatz (i) | Ricardo Acuña      | Pavel Složil Tomáš Šmíd              | 3:6, 6:2, 9:7      |
| 2.  | 20. April 1986     | Nizza                 | Sand          | Pavel Složil       | Gary Donnelly Colin Dowdeswell       | 6:3, 4:6, 11:9     |
| 3.  | 2. November 1987   | Paris                 | Teppich (i)   | Claudio Mezzadri   | Scott Davis David Pate               | 7:6, 6:2           |
| 4.  | 9. Oktober 1988    | Basel (1)             | Hartplatz (i) | Tomáš Šmíd         | Jeremy Bates Peter Lundgren          | 6:3, 6:1           |
| 5.  | 19. Februar 1989   | Mailand               | Teppich (i)   | John McEnroe       | Balázs Taróczy Heinz Günthardt       | 6:3, 6:4           |
| 6.  | 19. März 1989      | Indian Wells          | Hartplatz     | Boris Becker       | Kevin Curren David Pate              | 7:6, 7:5           |
| 7.  | 2. April 1989      | Miami                 | Hartplatz     | Anders Järryd      | Jim Grabb Patrick McEnroe            | 6:3, Aufgabe       |
| 8.  | 12. November 1989  | Wembley               | Teppich (i)   | John McEnroe       | Jeremy Bates Kevin Curren            | 6:1, 7:6           |
| 9.  | 25. Februar 1990   | Stuttgart Indoor      | Teppich (i)   | Guy Forget         | Michael Mortensen Tom Nijssen        | 6:3, 6:2           |
| 10. | 17. Juni 1990      | Rosmalen              | Rasen         | Michael Stich      | Jim Grabb Patrick McEnroe            | 7:6, 6:3           |
| 11. | 26. August 1990    | Long Island           | Hartplatz     | Guy Forget         | Udo Riglewski Michael Stich          | 2:6, 6:3, 6:4      |
| 12. | 14. Oktober 1990   | Tokio                 | Teppich       | Guy Forget         | Scott Davis David Pate               | 7:6, 7:5           |
| 13. | 28. Oktober 1990   | Stockholm             | Teppich (i)   | Guy Forget         | John Fitzgerald Anders Järryd        | 6:4, 6:2           |
| 14. | 18. November 1990  | ATP World Tour Finals | Hartplatz     | Guy Forget         | Emilio Sánchez Sergio Casal          | 6:4, 7:6, 5:7, 6:4 |
| 15. | 23. September 1991 | Basel (2)             | Hartplatz (i) | Patrick McEnroe    | Petr Korda John McEnroe              | 3:6, 7:6, 7:6      |
| 16. | 18. Mai 1992       | Rom                   | Sand          | Marc Rosset        | Wayne Ferreira Mark Kratzmann        | 6:4, 3:6, 6:1      |
| 17. | 8. Juni 1992       | French Open           | Sand          | Marc Rosset        | David Adams Andrei Olchowski         | 7:6, 6:7, 7:5      |
| 18. | 26. Oktober 1992   | Lyon (1)              | Teppich       | Marc Rosset        | Neil Broad Stefan Kruger             | 6:1, 6:3           |
| 19. | 24. Oktober 1994   | Lyon (2)              | Teppich       | Jewgeni Kafelnikow | Martin Damm Patrick Rafter           | 6:7, 7:6, 7:6      |
| 20. | 23. Oktober 1995   | Lyon (3)              | Teppich       | Jewgeni Kafelnikow | John-Laffnie de Jager Wayne Ferreira | 6:3, 6:3           |

##### Challenger Tour
| Nr. | Datum            | Turnier  | Belag     | Doppelpartner     | Finalgegner                   | Ergebnis |
| --- | ---------------- | -------- | --------- | ----------------- | ----------------------------- | -------- |
| 1.  | 28. Februar 1983 | Kaduna   | Sand      | Mike Barr         | Bernhard Pils Helmar Stiegler | 6:4, 6:1 |
| 2.  | 5. November 1984 | Helsinki | Hartplatz | Alexandre Hocevar | Ronnie Båthman Magnus Tideman | 7:6, 6:4 |

#### Finalteilnahmen
| Nr. | Datum              | Turnier        | Belag         | Doppelpartner          | Finalgegner                      | Ergebnis      |
| --- | ------------------ | -------------- | ------------- | ---------------------- | -------------------------------- | ------------- |
| 1.  | 16. September 1984 | Tel Aviv       | Sand          | Colin Dowdeswell       | Peter Doohan Brian Levine        | 3:6, 4:6      |
| 2.  | 24. November 1985  | Hongkong       | Hartplatz     | Tomáš Šmíd             | Brad Drewett Kim Warwick         | 3:6, 6:4, 2:6 |
| 3.  | 12. Oktober 1986   | Toulouse       | Hartplatz (i) | Pavel Složil           | Miloslav Mečíř Tomáš Šmíd        | 2:6, 6:3, 4:6 |
| 4.  | 26. Februar 1989   | Lyon           | Teppich (i)   | John McEnroe           | Eric Jelen Michael Mortensen     | 2:6, 6:3, 3:6 |
| 5.  | 30. Oktober 1989   | Paris          | Teppich (i)   | Éric Winogradsky       | John Fitzgerald Anders Järryd    | 6:7, 4:6      |
| 6.  | 14. Juli 1991      | Gstaad         | Sand          | Guy Forget             | Gary Muller Danie Visser         | 6:7, 4:6      |
| 7.  | 14. Juli 1991      | Wien           | Teppich (i)   | Patrick McEnroe        | Anders Järryd Gary Muller        | 4:6, 5:7      |
| 8.  | 16. Februar 1992   | Brüssel        | Teppich (i)   | Guy Forget             | Boris Becker John McEnroe        | 3:6, 2:6      |
| 9.  | 25. April 1994     | Madrid         | Sand          | Jean-Philippe Fleurian | Rikard Bergh Menno Oosting       | 3:6, 4:6      |
| 10. | 24. Juli 1994      | Washington     | Hartplatz     | Jonas Björkman         | Grant Connell Patrick Galbraith  | 4:6, 6:4, 3:6 |
| 11. | 27. März 1995      | St. Petersburg | Teppich       | Jewgeni Kafelnikow     | Martin Damm Anders Järryd        | 4:6, 2:6      |
| 12. | 14. Juli 1991      | Tokio Indoor   | Teppich (i)   | Patrick McEnroe        | Jacco Eltingh Paul Haarhuis      | 6:7, 4:6      |
| 13. | 3. März 1996       | Mailand        | Teppich (i)   | Guy Forget             | Andrea Gaudenzi Goran Ivanišević | 4:6, 5:7      |
| 14. | 12. Mai 1996       | Hamburg        | Sand          | Guy Forget             | Mark Knowles Daniel Nestor       | 2:6, 4:6      |
| 15. | 9. Juni 1996       | French Open    | Sand          | Guy Forget             | Jewgeni Kafelnikow Daniel Vacek  | 2:6, 3:6      |